# Arius (geslacht)
Arius is een geslacht van straalvinnige vissen uit de familie van christusvissen (Ariidae), orde meervalachtigen (Siluriformes).
Het definiëren van de grenzen zodat Arius een natuurlijke groepering kan vormen, is altijd een probleem geweest. Het geslacht is nooit goed gedefinieerd en veel soorten die voorheen in Arius waren geclassificeerd, zijn nu in andere geslachten. Recente auteurs hebben dit geslacht als niet-monofyletisch erkend en verwerpen dat het geslacht een natuurlijke groepering is. Twee niet nader genoemde groepen onderscheiden zich door aanvullende tandplaten, die ofwel erg langwerpig zijn en kiesachtige tanden dragen, ofwel ovaal of subdriehoekig zijn en naaldvormige (naaldachtige) of kegelvormige tanden dragen. Arius jatius mist deze tandplaten, maar is in dit geslacht opgenomen op basis van zijn vetvin en zijlijn. De erkenning van Arenarius als een jonger synoniem van Arius is voorlopig en moet verder worden onderzocht.
Arius-soorten hebben drie paar weerhaken, waaronder de vlezige en cilindrische maxillaire weerhaken en twee paar mentale weerhaken. De basis van de vetvin is matig lang, ongeveer de helft van de lengte van de basis van de aarsvin.

## Soorten
- Arius acutirostris Day, 1877
- Arius africanus Günther, 1867
- Arius arenarius (Müller & Troschel, 1849)
- Arius arius (Hamilton, 1822)
- Arius brunellii Zollezi, 1939
- Arius cous Hyrtl, 1859
- Arius dispar Herre, 1926
- Arius festinus Ng & Sparks, 2003
- Arius gagora (Hamilton, 1822)
- Arius gigas Boulenger, 1911
- Arius jella Day, 1877
- Arius latiscutatus Günther, 1864
- Arius leptonotacanthus Bleeker, 1849
- Arius macracanthus Günther, 1864
- Arius maculatus (Thunberg, 1792)
- Arius madagascariensis Vaillant, 1894
- Arius malabaricus Day, 1877
- Arius manillensis Valenciennes, 1840
- Arius microcephalus Bleeker, 1855
- Arius nudidens Weber, 1913
- Arius oetik Bleeker, 1846
- Arius parkii Günther, 1864
- Arius subrostratus Valenciennes, 1840
- Arius sumatranus (Anonymous [Bennett], 1830)
- Arius uncinatus Ng & Sparks, 2003
- Arius venosus Valenciennes, 1840